# Prefeitura de Oslo
A Prefeitura de Oslo (em norueguês: Oslo rådhus) é um edifício municipal em Oslo, a capital da Noruega. Abriga o conselho municipal, a administração da cidade e várias outras organizações municipais. O edifício como está hoje foi construído entre 1931 e 1950, com uma interrupção durante a Segunda Guerra Mundial. Foi projetado pelos arquitetos Arnstein Arneberg e Magnus Poulsson. O edifício está localizado no centro da cidade, na parte norte do bairro de Pipervika, e fica de frente para o Fiorde de Oslo.
A Prefeitura de Oslo é construída em tijolos vermelhos e tem duas torres, uma de 63 metros de altura e outra de 66 metros de altura. Os tijolos usados são maiores do que os típicos da época da construção, mas têm aproximadamente o mesmo tamanho dos tijolos usados na Idade Média. Os tijolos, medindo aproximadamente 27,5 × 13 × 8,5 cm, foram produzidos por Hovin Teglverk em Oslo. A torre leste tem um carrilhão com 49 sinos. Vários eventos e cerimônias acontecem no edifício, principalmente a cerimônia do Prémio Nobel da Paz, que acontece todo mês de dezembro.

## Antigas prefeituras

### Idade Média
Parece que na Idade Média, vários edifícios diferentes tinham a função de prefeitura. Uma fonte sugere que um desses edifícios tinha uma adega aberta ao público.

### Gamle rådhus

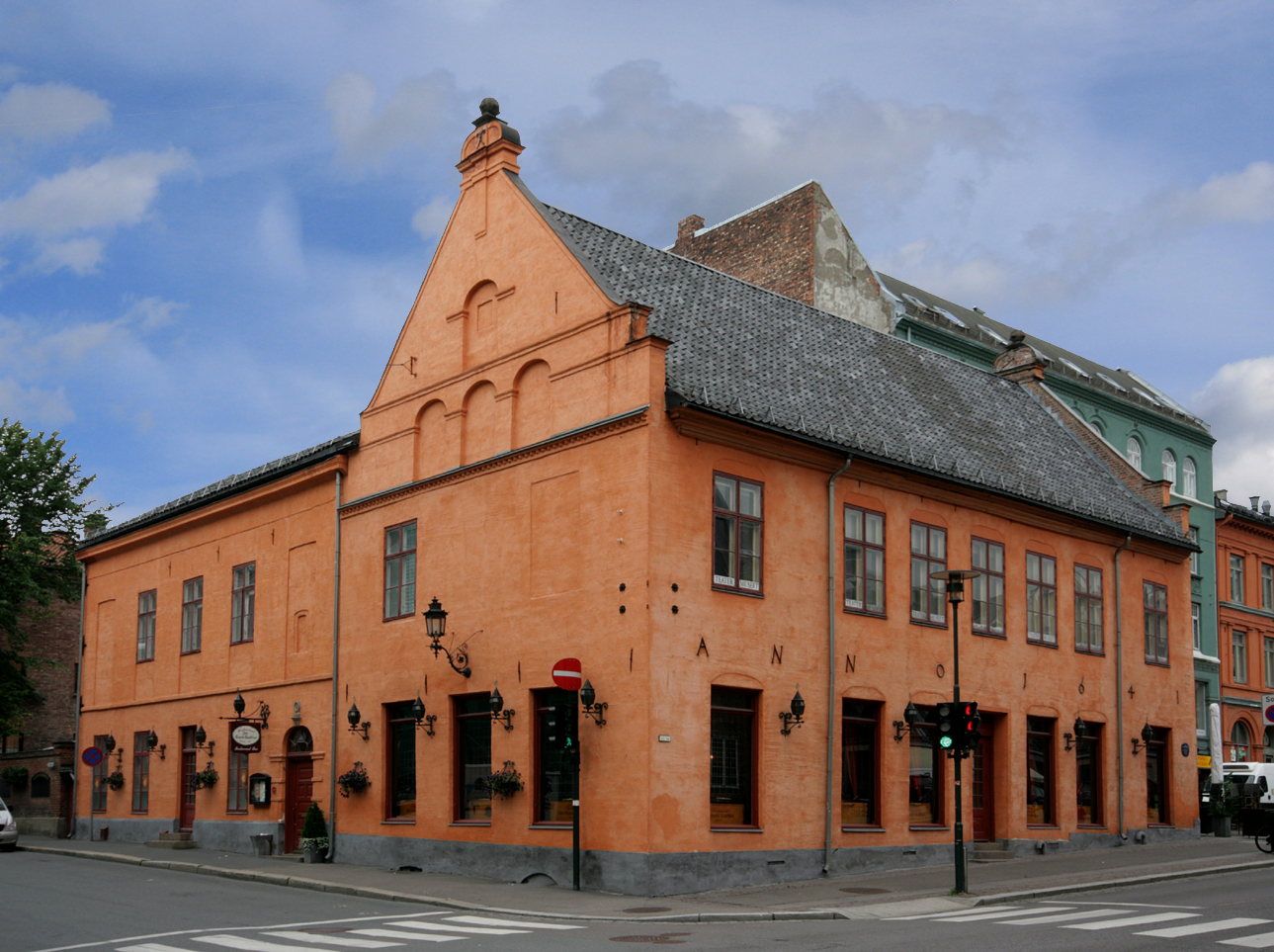
Gamle rådhus, antiga Câmara Municipal de Oslo

Em 1624, toda a velha Oslo foi incendiada. O rei Cristiano IV decidiu que a cidade não deveria ser reconstruída no mesmo local e, em vez disso, seria construída ao norte da Fortaleza de Akershus. A nova cidade tinha ruas largas em ângulos retos. Foi disponibilizado espaço para construção de uma prefeitura entre Rådhusgaten e Øvre Slottsgate. O que hoje é conhecido como a antiga Prefeitura (Gamle rådhus) foi concluído em 1641. O edifício ainda existe em Nedre Slottsgate 1. O edifício entrou em decadência e em 1733 um edifício em Rådhusgaten 7 foi escolhido para ser a nova Prefeitura.
Por volta de 1800, o prédio ficou pequeno demais e a crescente administração se mudou para várias dependências pela cidade.
Concursos de arquitetura foram realizados em 1876 e 1898 para um novo edifício em Hammersborg, mas os planos nunca foram executados devido à falta de fundos.

## Prefeitura moderna

### História
A ideia de construir uma nova prefeitura em Pipervika foi sugerida pela primeira vez pelo arquiteto Oscar Hoff em 1906, mas os planos não deram em nada. Em 1915, a ideia foi retomada por Hieronymus Heyerdahl, que havia acabado de deixar o cargo de prefeito. Ele notou a falta de uma prefeitura representativa para receber os convidados do município durante a Exposição do Jubileu de 1914 em Frogner. Ele organizou um concurso de arquitetura que recebeu um total de 44 inscrições na primeira das duas rodadas. Em 1918, Arnstein Arneberg e Magnus Poulsson foram selecionados como vencedores, cujo projeto foi claramente inspirado na Prefeitura de Estocolmo. A contínua falta de fundos fez com que a construção tivesse que esperar e, nos anos seguintes, os arquitetos fizeram várias alterações no projeto. Em 1930 apresentam seu rascunho final, que havia sofrido alterações significativas, influenciado pelo funcionalismo. A mudança mais aparente foi a adição de duas torres de escritórios.
A cerimônia de lançamento da pedra fundamental ocorreu em setembro de 1931, com a presença do Rei Haakon VII e do Príncipe Herdeiro Olav. A construção propriamente dita começou em fevereiro de 1933. Vários edifícios também foram demolidos. O antigo parque de diversões da cidade, o Tivoli, também foi forçado a fechar, pois um novo plano de zoneamento criou novos terrenos para venda. O objetivo era arrecadar fundos para a construção do prédio.
A Prefeitura de Oslo foi inaugurada oficialmente em 15 de maio de 1950, como parte do aniversário de 900 anos da cidade. Três composições musicais foram escritas em conexão com as celebrações, escritas por Ludvig Irgens-Jensen, Eivind Groven e Karl Andersen.
Quando foi inaugurado em 1950, o estilo do edifício não era mais popular. O tijolo contrastava fortemente com o aço e o vidro que os arquitetos consideravam modernos na época, e nenhum outro edifício foi construído nesse estilo depois disso. A prefeitura de Estocolmo – também em tijolos – foi projetada por Ragnar Östberg, e Martin Nyrop projetou a Prefeitura de Copenhague, que também é um edifício monumental em tijolos. Tanto Nyrop quanto Östberg estavam no júri que selecionou o projeto vencedor da Prefeitura de Oslo.

### Decoração

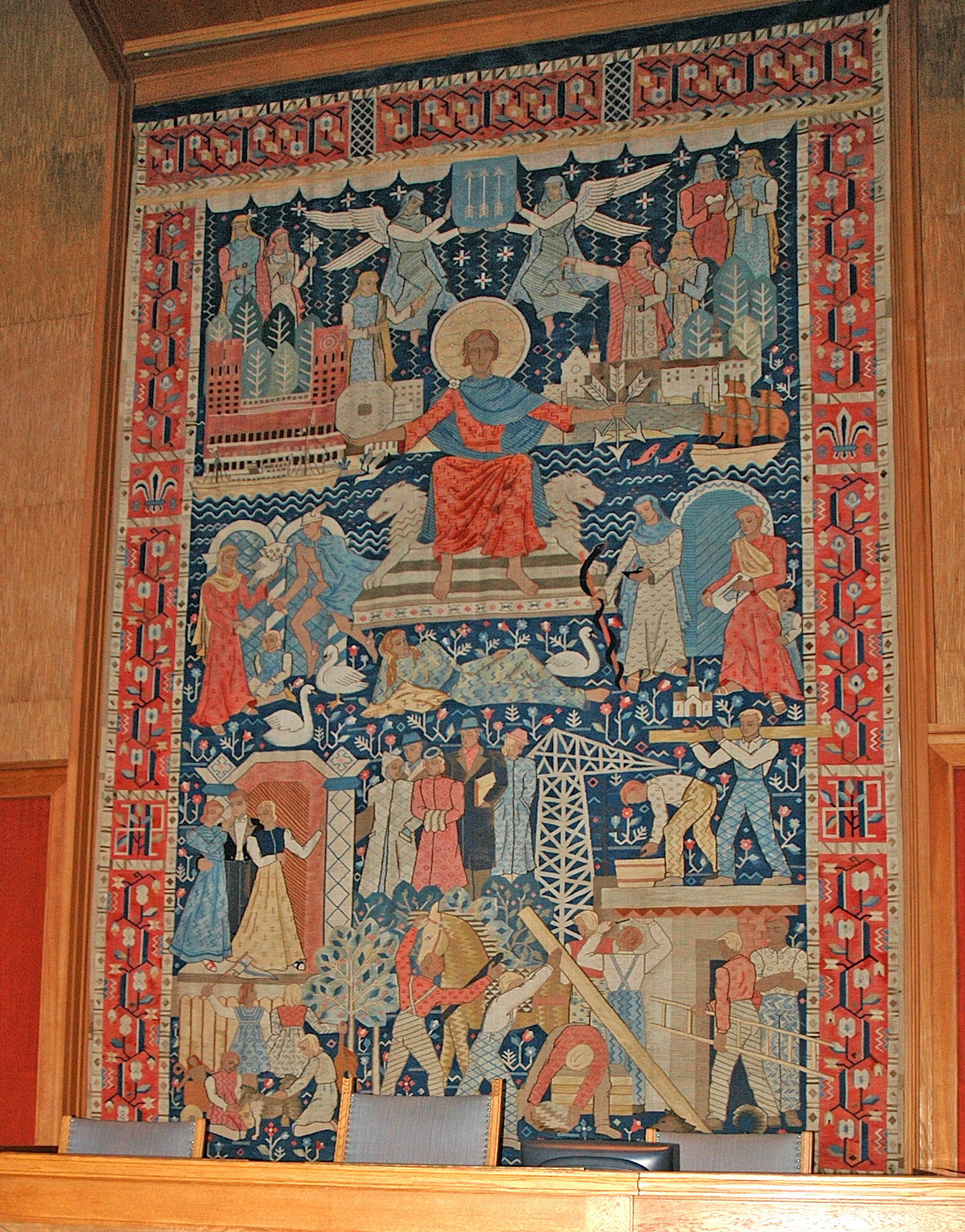
Tapeçaria de St. Hallvard desenhada por Else Poulsson, tecida por Else Halling

Vários concursos foram realizados para decidir quem iria decorar a Prefeitura em janeiro de 1937. No total, foram contratados oito pintores e 17 escultores. A maior parte do trabalho foi concluída com a inauguração do salão em 1950, embora o parque de esculturas só tenha sido concluído na década de 1960.

### Exterior
A parede oeste do edifício é dominada pela escultura de Harald Hardråde a cavalo, de Anne Grimdalen. A escultura de St. Hallvard de Nic Schiøll fica na frente do edifício, de frente para Oslofjord. Os relevos de Dagfin Werenskiold estão voltados para a praça e são representações multicoloridas de motivos da Edda em verso. Joseph Grimeland projetou o relevo de bronze sobre a entrada e também a Oslopike ("garota de Oslo") no alto da parede. Seis esculturas independentes de Per Palle Storm em frente ao edifício retratam os artesãos que construíram o edifício. A escultura "Rorkaren" (O Remador) de Sigurd Nome aparece na fachada leste.

### Salão principal
O salão principal do edifício foi decorado por Henrik Sørensen e Alf Rolfsen. O salão tem 31 metros de largura, 39 metros de comprimento e cerca de 21 metros de altura. O piso e partes das paredes são revestidos de mármore. A sala tem uma série de pinturas murais retratando a Noruega e Oslo entre as guerras e também durante a ocupação. Eles também retratam o crescimento da atividade comercial na cidade, incluindo a ascensão do movimento operário. Vários monarcas e o santo padroeiro da cidade, St. Hallvard, também são retratados.

### Câmara Municipal

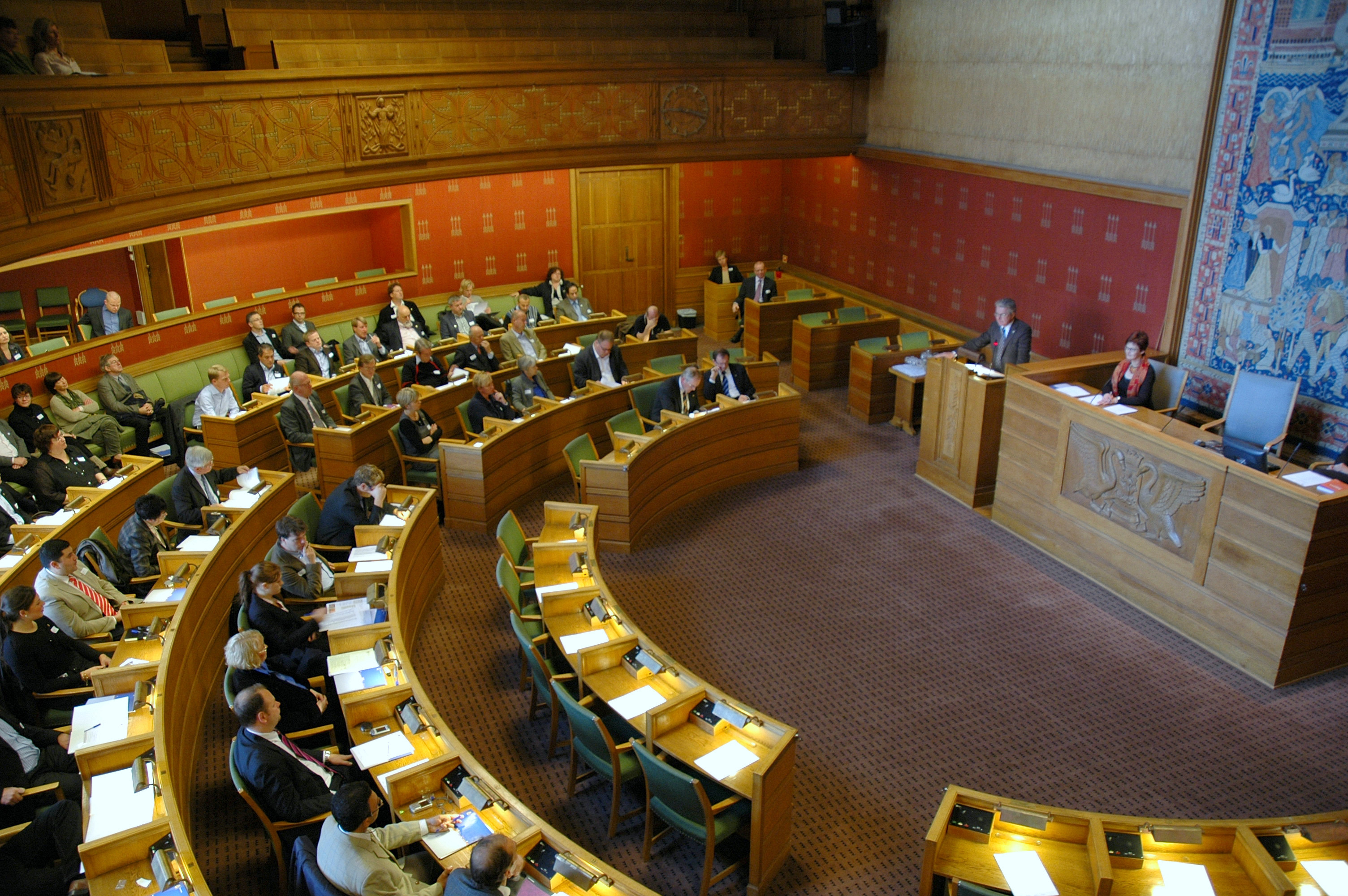
Prefeitura

A sala onde o Conselho Municipal se reúne a Bystyresalen é semicircular. É revestido de carvalho e tapeçarias, a mais notável das quais foi projetada por Else Poulsson, sobrinha do arquiteto. Tecido por Else Halling, ele retrata Santa Hallvard e as sete virtudes. O artista esperava que o design lembrasse os políticos da cidade sobre ética e boa tomada de decisões.

## Cerimônia do Prémio Nobel da Paz
No dia 10 de dezembro (aniversário da morte de Alfred Nobel) de cada ano, a Prefeitura de Oslo sedia a cerimônia do Prémio Nobel da Paz, na qual o laureado anual dá uma palestra e recebe a medalha e o diploma. Um pódio para o laureado e o Comitê Nobel é erguido no fundo do salão para cada cerimônia. A família real norueguesa e o primeiro-ministro estão presentes.